# Христо Спиров
Христо Спиров е български просветен деец и революционер, деец на Вътрешната македоно-одринска революционна организация.

## Биография
Христо Спиров е роден в югозападния македонски град Лерин, тогава в Османската империя, днес в Гърция. Работи като български учител в родния си град. Присъединява се към ВМОРО и заедно с Тего Киров ръководят местната организация. През 1899 година заедно с Георги Попхристов организира Леринския околийски комитет, в който освен тях влизат Тего Киров, Калето и Ичко Памукчията.
Участва в Илинденско-Преображенското въстание през лятото на 1903 година с Блацката чета на Коста Василев. При настъплението османските войски в Костурско, започнало на 14 август, Блацката чета посреща при Дробока и Голината 20 000-ната османска армия. Четата удържа позицията си, но сражението загиват Цильо Младенов, Трайко Миленски, Сотир, Христо Спиров, Атанас Орлов, Андрей Сидов – ученици в Битоля и родом от Бобища, Никола Грънчаров от Загоричани и Зисо Василев от Олища.